# هاریس هاندژیچ
هاریس هاندژیچ (انگلیسی: Haris Handžić؛ زادهٔ ۲۰ ژوئن ۱۹۹۰) بازیکن فوتبال اهل بوسنی و هرزگوین است.
از باشگاه‌هایی که در آن بازی کرده‌است می‌توان به باشگاه فوتبال لخ پوزنان، باشگاه فوتبال فادوتس، باشگاه فوتبال بوراتس بانیا لوکا، باشگاه فوتبال سارایوو، و باشگاه فوتبال اوفا اشاره کرد.
وی همچنین در تیم ملی فوتبال بوسنی و هرزگوین بازی کرده‌است.